# Средиземноморский подковонос
Средиземноморский подковонос (лат. Rhinolophus blasii) — млекопитающее из рода подковоносы (Rhinolophus) семейства подковоносые (Rhinolophidae), широко распространённый в Средиземноморье, Ближнем Востоке и Африке.

## Таксономия
Вид впервые описан немецким натуралистом Вильгельмом Петерсом в 1866 году. Голотип был собран в Италии. Вид назван в честь немецкого зоолога Иоганна Генриха Блэсиуса.

## Описание
Длина предплечья варьируется от 43 до 48 мм, масса тела колеблется между 7 и 13 граммами, что делает её относительно небольшим представителем африканских подковоносов.

## Биология и экология
Питается различными видами насекомых, включая бабочек, термитов, жуков и мух. Способ охоты разнообразен: ловля насекомых в воздухе либо сбор с листьев растений или поверхности почвы. Социальное поведение изучено недостаточно, известно, что зверьки предпочитают одиночное существование или собираются небольшими группами. Сообщалось о групповом поиске пищи, состоящем максимум из пяти особей, наблюдавшемся в Малави. Подковоносы размножаются один раз в год, рождая одного детёныша.

## Распространение и статус
Обитает на высотах от уровня моря до 2215 м. Географический ареал достаточно велик, хотя численность популяций распределена неравномерно. Обитает в Африке, Азии и Европе. Считается исчезнувшим в Италии и возможно вымер в Словении. Предпочитаемые места обитания включают пустыни, саванны, кустарниковые заросли и леса.
Вид включён Европейским Союзом в приложения II и IV Директивы по охране природоохраняемых территорий, что означает признание его строго охраняемым видом общеевропейского значения, для сохранения которого необходимы специальные охраняемые территории.